# Museo civico archeologico Giovanni Rambotti
Il Museo Civico Archeologico "Giovanni Rambotti" ha sede a Desenzano del Garda e raccoglie reperti archeologici rinvenuti nel territorio di Desenzano, risalenti a un periodo compreso tra il Paleolitico e il Medio Evo, con focus principale sulle palafitte del basso Garda bresciano.
Dal 2011 il sito seriale transnazionale Siti palafitticoli preistorici dell'arco alpino è entrato a far parte del patrimonio dell'UNESCO.

## Giovanni Rambotti
Il Museo è dedicato a Giovanni Rambotti, eminente figura locale.
Nato a Desenzano il 21 novembre 1817, laureato in legge all'Università di Pavia nel 1840, esercitò la professione di notaio a Desenzano, di cui divenne sindaco dopo la proclamazione del Regno d'Italia.
Nel 1872 iniziò a interessarsi di archeologia raccogliendo i materiali preistorici, che venivano alla luce nel corso dell'estrazione della torba presso il bacino di Polada (Lonato), sito che ha dato il nome a una delle culture dell'antica età del Bronzo dell'Italia settentrionale.

## La sede del Museo
Il Museo è ospitato nel chiostro dell'ex convento di santa Maria del Carmine. Il chiostro principale, completato già almeno nel 1547, ha pianta quadrata, con cinque arcate per lato che poggiano su venti colonne di pietra con basamento e capitello a foglia.
L'edificio, gravemente danneggiato dai bombardamenti dell'Aviazione Alleata nel 1944, è stato restaurato alla fine del XX secolo dal comune di Desenzano del Garda.

## Le palafitte
Il fenomeno delle palafitte ha caratterizzato l'area intorno alle Alpi dal Neolitico all'età del Ferro (5300-500 a.C.).
Si tratta di villaggi situati sulle rive di laghi, di fiumi o nelle torbiere, con capanne in legno costruite direttamente al suolo oppure sopraelevate.
Lo straordinario stato di conservazione, grazie all'ambiente umido, fornisce un'enorme quantità di informazioni sulla vita delle prime comunità agricole d'Europa.
Un intero piano del museo è dedicato alle palafitte, in particolare alla palafitta del Lavagnone.

### Lavagnone
Il bacino del Lavagnone, prima di essere occupato stabilmente, era coperto da una fitta vegetazione arborea, ricca di querce, carpini e ontani.
- Il villaggio più antico, fondato intorno al 2077 a.C. (datazione dendrocronologica - BRONZO ANTICO 1), sorse in corrispondenza dell'antica riva del laghetto, in un'area periodicamente allagata; le case erano collocate su impalcati aerei (piattaforme sopraelevate) sorrette da alti pali in quercia conficcati in profondità nel terreno. Il villaggio fu distrutto da un incendio. Tra i pali di questa palafitta è stato scoperto l'aratro.
- Dopo l'incendio, avvenuto sulla base delle datazioni dendrocronologiche nel 1984 a.C. circa, venne edificato un nuovo villaggio per il quale fu utilizzata una nuova tecnica edilizia che prevedeva l'utilizzo di plinti, ossia tavole rettangolari di varie dimensioni con uno o più fori attraverso i quali veniva fatto passare il palo, assottigliato verso la punta. In questo modo il peso della struttura era distribuito su una superficie più ampia conferendo stabilità maggiore alla struttura. Anche questo abitato fu distrutto da un incendio intorno al 1916 a.C. (datazione dendrocronologica - BRONZO ANTICO 1).
- Il villaggio sorto dopo questo secondo incendio fu realizzato su una bonifica, per isolarlo dall'umidità del terreno (BRONZO ANTICO 2).
- Gli scavi più recenti (2019) indicano la presenza, nella zona centrale del bacino, di strutture di tipo palafitticolo anche nel corso del BRONZO MEDIO. In questo periodo sulle sponde del laghetto sono invece state individuate capanne costruite ormai su terreno asciutto.

### Artigianato
Nell'età del Bronzo non esisteva la specializzazione del lavoro e ogni nucleo familiare doveva, potenzialmente, essere capace di produrre tutto ciò di cui aveva bisogno: cibo, contenitori, strumenti per il lavoro, tessuti, pelli conciate, mobilio. All'interno di una casa dell'età del Bronzo dovevano essere presenti tutti gli strumenti e tutte le capacità per poter svolgere ogni attività necessaria. Gli strumenti utilizzati avevano molte diverse funzionalità: l'ascia e il pugnale erano armi, strumenti per tagliare la carne, per lavorare il legno, per lavorare l'osso o anche l'ambra.
L'unica attività che possiamo considerare da specialista è la metallurgia: erano richieste infatti conoscenze approfondite del metallo e della sua fusione e tali conoscenze non erano diffuse fra tutta la popolazione.
In museo una sala è dedicata alle diverse attività artigianali: lavorazione della ceramica, del legno, della pietra scheggiata e levigata,  metallurgia e tessitura.
In una vetrina si possono scoprire i "gioielli" dell'età del bronzo: collane, perle d'ambra, madreperla, pietra, faiance, spilloni in bronzo, pendagli e un frammento d'oro.

#### I gioielli

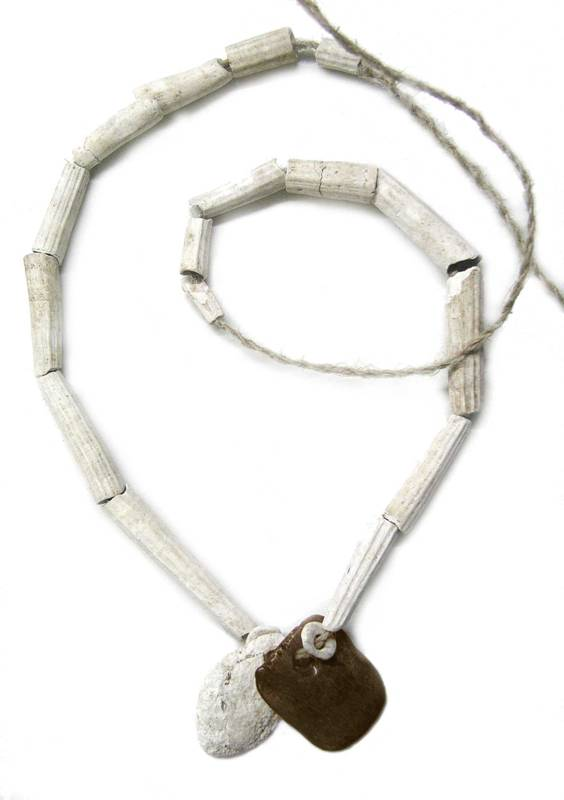
Collana di quarzo, madreperla e osso.
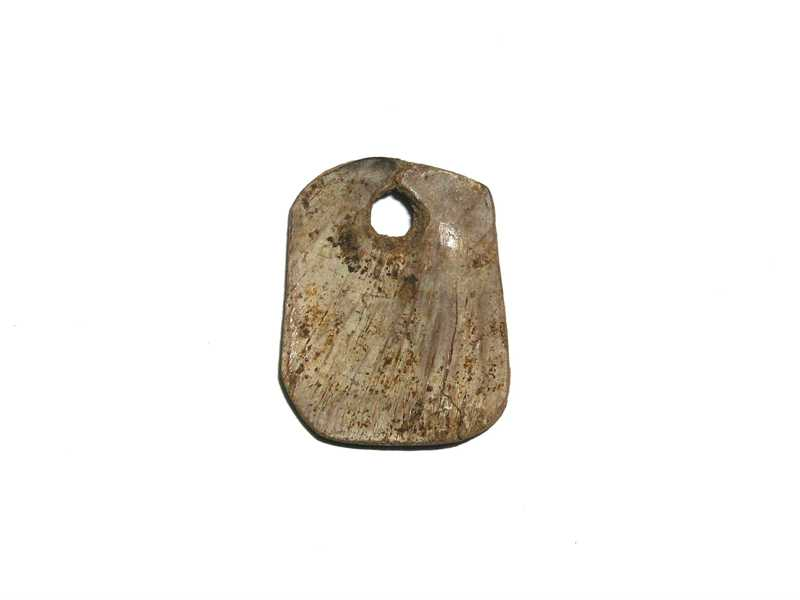
Pendaglio con forma rettangolare.

### Strumenti agricoli
Per lavorare la terra, oltre all'aratro esposto in una sala dedicata, esistevano anche attrezzi più leggeri: zappette o piccoli picconi in corno, per dissodare le zolle più compatte, e zappette in legno per i terreni più teneri. Giunte a maturazione le colture, era necessario mietere il raccolto. A questo scopo furono inventati, nel tempo, diversi tipi di strumenti: coltelli messori e falcetti

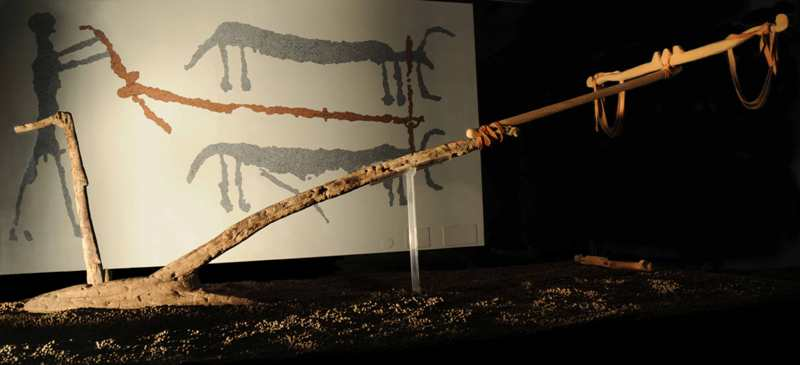
L'aratro del Lavagnone

### Gli utensili preistorici in pietra scheggiata
Sono stati rinvenuti diversi strumenti di pietra scheggiata il cui uso non è stato definito con precisione. Data la loro forma si pensa fossero utilizzati per tagliare la carne, lavorare il legno e dare forma alle pelli. Ci sono delle classificazioni comuni per gli strumenti del Paleolitico medio superiore, per il Mesolitico, per il Neolitico e in parte per l'età del Rame e del Bronzo. Le tipologie fondamentali degli strumenti sono le seguenti: bulini, grattatoi, lame a dorso, punte a dorso, troncature, perforatori, armature geometriche, punte e pezzi scagliati. Le lame e le punte a dorso avevano il bordo affilato e possono essere paragonate ai nostri coltelli taglienti.
Possiamo paragonare i bulini agli scalpelli, in quanto servivano per scalfire il legno, osso e corno e per eseguire incisioni a scopo decorativo.
I perforatori erano utili per forare il legno, l'osso e la pelle. Le lame denticolate servivano per decorticare e squadrare il legno e per preparare le frecce. Tra gli strumenti più facili da comprendere in relazione al loro uso ci sono le punte destinate a essere immanicate come cuspidi di freccia o come lame di pugnale.

### Manufatti in legno

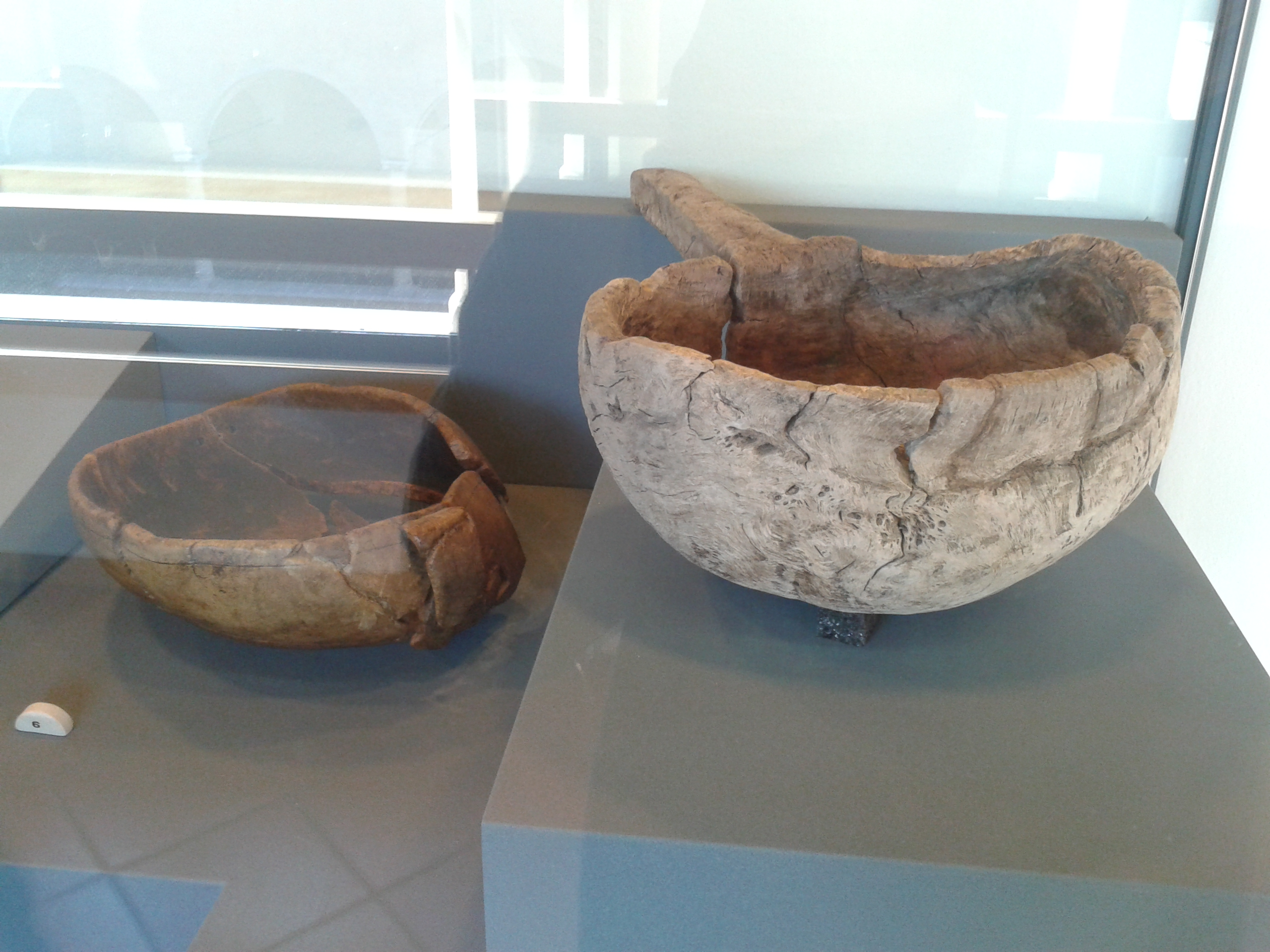
Vasi in legno conservati al Museo Archeologico Giovanni Rambotti

Nel corso degli scavi in siti palafitticoli si rinvengono anche manufatti in legno, giunti a noi perché immersi nella torba, le cui particolari condizioni anaerobiche permettono che il materiale organico si conservi praticamente intatto. 
Al museo, oltre all'aratro, sono esposti alcuni oggetti in legno come vasi, piatti, frammenti di travi e una piroga di 4000 anni fa.